# Bệnh ấu trĩ
Bệnh ấu trĩ (Infantilism), còn gọi là trạng thái ấu hình, ấu trạng hay thiểu năng sinh dục, là một trạng thái thường gặp ở động vật (chủ yếu là vật nuôi), khi thể chất của cơ thể đã đến tuổi trưởng thành (tuổi thành thục về tính), tầm vóc lớn nhưng có dáng dấp như còn non và không có khả năng sinh sản (không xuất hiện chu kỳ sinh dục sinh lý)..

## Nguyên nhân
Nguyên nhân chủ yếu của trạng thái ấu trĩ là do trong thời kỳ còn nhỏ, động vật không được cung cấp đầy đủ chất dinh dưỡng cho cơ thể sinh trưởng và phát triển.
Ngoài ra, do cơ thể rối loạn nội tiết tố đã ảnh hưởng đến sự phát triển của cơ thể, nhất là các cơ quan sinh dục.

## Biểu hiện
Vật nuôi đến tuổi thành thục về tính, nhưng ngoại hình vẫn như giai đoạn còn non, bộ phận sinh dục phát triển không hoàn toàn, không đầy đủ như tử cung còn nhỏ, buồng trứng không phát triển hoặc âm hộ, âm đạo bé không phối giống được.

## Phòng và trị
Đối với vật nuôi, chọn lọc và chăm sóc, nuôi dưỡng tốt ngay từ lúc sinh ra. Đến giai đoạn hậu bị chăm sóc, nuôi dưỡng đúng quy trình, nhất là việc cho ăn hạn chế để cơ thể quá béo. Trong quá trình vật nuôi phát triển, loại thải những cá thể có dị tật ở các cơ quan sinh dục hoặc cơ quan sinh dục phát triển không đều.
Khi vật nuôi bị bệnh, có thể điều trị bằng một số biện pháp như bổ sung thêm hóc môn sinh dục, kết hợp với chăm sóc, nuôi dưỡng, tiếp xúc con đực... nhưng tỷ lệ trở lại sinh sản bình thương không cao.